# Litouwen op het Eurovisiesongfestival 2013
Litouwen nam deel aan het Eurovisiesongfestival 2013 in Malmö, Zweden. Het was de 14de deelname van het land op het Eurovisiesongfestival. De selectie verliep via een nationale voorronde. De LRT was verantwoordelijk voor de Litouwse bijdrage voor de editie van 2013.

## Selectieprocedure
Op 12 september 2012 maakte de Litouwse nationale omroep bekend te zullen deelnemen aan de komende editie van het Eurovisiesongfestival. Geïnteresseerden kregen tot en met 1 oktober de tijd om een inzending op te sturen. Componisten moesten over de Litouwse nationaliteit beschikken. De nationale preselectie startte op 3 november met de voorrondes, die vijf weken zouden duren. In elke voorronde zaten acht of zeven acts, waarvan er telkens drie doorgingen naar de halve finales. Na afloop van de voorrondes deelde de vakjury nog eens drie wildcards uit, waardoor er achttien artiesten mochten deelnemen aan de halve finales. Er werden twee halve finales georganiseerd, met telkens negen kandidaten. Uit elke halve finale stootte de top vier door naar de finale. Tijdens de finale werden eerst drie superfinalisten gekozen, waaruit de vakjury vervolgens de eindwinnaar mocht aanduiden.
Tijdens elke show stonden zowel vakjury als publiek in voor de helft van de punten. Bij een eventuele gelijke stand gaven de stemmen van de vakjury de doorslag. Opvallend was dat zowel tijdens de voorrondes als tijdens de halve finales de punten van de televoters meteen werden bekendgemaakt, terwijl de uitslag van de vakjury pas in de loop van de week na afloop van elke show werd bekendgemaakt. Zo was het steeds pas enkele dagen na afloop van elke show duidelijk wie door ging naar de volgende ronde. Tijdens de finale werden de punten wel meteen gegeven.
Enkele dagen na afloop van de eerste voorronde werd Julija Jegorova, die had deelgenomen met het nummer I'll carry you, gediskwalificeerd. Haar nummer was immers voor 1 september 2012 publiekelijk gezongen door de Duitse zanger Onita Boone, hetgeen verboden is volgens de regels van de EBU. Hierdoor kreeg ze geen punten van de vakjury, ook al had ze wel reeds punten gekregen van de televoters.
De finale vond plaats op donderdag 20 december 2012. Er hadden zich acht artiesten gekwalificeerd voor deze eindstrijd, maar Monika Linkytė besloot zich terug te trekken wegens ziekte. Hierdoor telde de finale slechts zeven acts. Uiteindelijk won Andrius Pojavis Eurovizijos 2013 met het nummer Something. Hij mocht aldus Litouwen vertegenwoordigen op het achtenvijftigste Eurovisiesongfestival.

## Eurovizijos 2013

#### Eerste voorronde
3 november 2012
| Plaats | Artiest               | Lied             | Jury | Publiek | Totaal |
| ------ | --------------------- | ---------------- | ---- | ------- | ------ |
| 1      | Saulės Broliai        | Loreen           | 8    | 12      | 20     |
| 2      | Gabrielius Vagelis    | Sacrifice        | 12   | 7       | 19     |
| 3      | Andrius Pojavis       | Something        | 7    | 10      | 17     |
| 4      | Vudis & Samanta Tina  | Hey chiki - mama | 10   | 6       | 16     |
| 5      | Vincentas Linkevičius | Dance the night  | 6    | 8       | 14     |
| 6      | Ugnė Smile            | Call to your mum | 5    | 4       | 9      |
| 7      | Valerija Iljinaitė    | Taip noriu vėl   | 4    | 5       | 9      |
| 8      | Julija Jegorova       | I'll carry you   | X    | 3       | X      |

#### Tweede voorronde
10 november 2012
| Plaats | Artiest                                 | Lied                       | Jury | Publiek | Totaal |
| ------ | --------------------------------------- | -------------------------- | ---- | ------- | ------ |
| 1      | Beissoul & Gabrielė Griciūtė            | Beautiful life             | 12   | 8       | 20     |
| 2      | Ieva Zasimauskaitė & Gabrielius Vagelis | I fall in love             | 10   | 10      | 20     |
| 3      | Timohi                                  | Time for life              | 6    | 12      | 18     |
| 4      | Giedrė Smolskaitė                       | Stay awake tonight         | 8    | 5       | 13     |
| 5      | Alive Way                               | Revolution                 | 7    | 6       | 13     |
| 6      | Mundis & Elvina                         | Aš ilgiuosi tavęs          | 5    | 7       | 12     |
| 7      | Feliksas Merlin                         | Silent scream              | 4    | 3       | 7      |
| 8      | Nėrius Pečiūra                          | Kas gali pakeisti gyvenimą | 3    | 4       | 7      |

#### Derde voorronde
17 november 2012
| Plaats | Artiest             | Lied                    | Jury | Publiek | Totaal |
| ------ | ------------------- | ----------------------- | ---- | ------- | ------ |
| 1      | Božolė              | Happy and free          | 12   | 7       | 19     |
| 2      | Neringa Šiaudikytė  | Used to be              | 10   | 8       | 18     |
| 3      | Elvina Milkauskaitė | Closer                  | 5    | 10      | 15     |
| 4      | Eden                | War without end         | 3    | 12      | 15     |
| 5      | Sophie              | Make it happen          | 8    | 6       | 14     |
| 6      | Eglė Jakštytė       | Give me the music       | 7    | 5       | 12     |
| 7      | Berta Timinskaitė   | Missing you, missing me | 6    | 3       | 9      |
| 8      | Multiks             | Crazy                   | 4    | 4       | 8      |

#### Vierde voorronde
24 november 2012
| Plaats | Artiest                  | Lied                   | Jury | Publiek | Totaal |
| ------ | ------------------------ | ---------------------- | ---- | ------- | ------ |
| 1      | Linas Adomaitis          | I w tonight            | 12   | 12      | 24     |
| 2      | Gintarė Korsakaitė       | Dreaming               | 10   | 10      | 20     |
| 3      | Girmantė Vaitkutė        | Time to shine          | 8    | 7       | 15     |
| 4      | Gerai Gerai & Miss Sheep | War in the wardrobe    | 7    | 8       | 15     |
| 5      | Glaam                    | Love is freedom        | 6    | 6       | 12     |
| 6      | D‘Oro                    | Will you recognize me? | 5    | 5       | 10     |
| 7      | Freezing Kiss            | Nothing to lose        | 4    | 4       | 8      |
| 8      | Chill Out, Have No Doubt | Time                   | 3    | 3       | 6      |

#### Vijfde voorronde
1 december 2012
| Plaats | Artiest         | Lied              | Jury | Publiek | Totaal |
| ------ | --------------- | ----------------- | ---- | ------- | ------ |
| 1      | Monika Linkytė  | Baby boy          | 12   | 10      | 22     |
| 2      | DAR             | Jump!             | 10   | 12      | 22     |
| 3      | El Fuego        | Ledo gabalėli     | 8    | 8       | 16     |
| 4      | Baiba Skurstene | I'm on fire       | 7    | 6       | 13     |
| 5      | Al Bagdo        | Backdoor superman | 6    | 7       | 13     |
| 6      | Kvinta Loudside | Toks gyvenimas    | 5    | 5       | 10     |
| 7      | Sepa & Asorti   | Money             | 4    | 4       | 8      |

#### Eerste halve finale
8 december 2012
| Plaats | Artiest                                 | Lied                | Jury | Publiek | Totaal |
| ------ | --------------------------------------- | ------------------- | ---- | ------- | ------ |
| 1      | Gerai Gerai & Miss Sheep                | War in the wardrobe | 12   | 12      | 24     |
| 2      | Ieva Zasimauskaitė & Gabrielius Vagelis | I fall in love      | 8    | 7       | 15     |
| 3      | Božolė                                  | Happy and free      | 10   | 4       | 14     |
| 4      | Andrius Pojavis                         | Something           | 7    | 6       | 13     |
| 5      | Neringa Šiaudikytė                      | Used to be          | 5    | 8       | 13     |
| 6      | Elvina Milkauskaitė                     | Closer              | 3    | 10      | 13     |
| 7      | Gabrielius Vagelis                      | Sacrifice           | 6    | 3       | 9      |
| 8      | Timohi                                  | Time for life       | 2    | 5       | 7      |
| 9      | Saulės Broliai                          | Loreen              | 4    | 2       | 6      |

#### Tweede halve finale
15 december 2012
| Plaats | Artiest                      | Lied               | Jury | Publiek | Totaal |
| ------ | ---------------------------- | ------------------ | ---- | ------- | ------ |
| 1      | Linas Adomaitis              | I w tonight        | 10   | 10      | 20     |
| 2      | Girmantė Vaitkutė            | Time to shine      | 12   | 7       | 19     |
| 3      | DAR                          | Jump!              | 6    | 12      | 18     |
| 4      | Monika Linkytė               | Baby boy           | 7    | 8       | 15     |
| 5      | Beissoul & Gabrielė Griciūtė | Beautiful life     | 8    | 6       | 14     |
| 6      | Giedrė Smolskaitė            | Stay awake tonight | 5    | 3       | 8      |
| 7      | Sophie                       | Make it happen     | 4    | 4       | 8      |
| 8      | Gintarė Korsakaitė           | Dreaming           | 3    | 5       | 8      |
| 9      | El Fuego                     | Ledo gabalėlis     | 2    | 2       | 4      |

#### Finale
20 december 2012
| Plaats | Artiest                                 | Lied                | Jury | Publiek | Totaal |
| ------ | --------------------------------------- | ------------------- | ---- | ------- | ------ |
| 1      | Andrius Pojavis                         | Something           | 12   | 8       | 20     |
| 2      | Gerai Gerai & Miss Sheep                | War in the wardrobe | 8    | 12      | 20     |
| 3      | Girmantė Vaitkutė                       | Time to shine       | 10   | 6       | 16     |
| 4      | DAR                                     | Jump!               | 4    | 10      | 14     |
| 5      | Ieva Zasimauskaitė & Gabrielius Vagelis | I fall in love      | 5    | 7       | 12     |
| 6      | Božolė                                  | Happy and free      | 7    | 4       | 11     |
| 7      | Linas Adomaitis                         | I w tonight         | 6    | 5       | 11     |

Superfinale
| Plaats | Artiest                  | Lied                |
| ------ | ------------------------ | ------------------- |
| 1      | Andrius Pojavis          | Something           |
| 2      | Girmantė Vaitkutė        | Time to shine       |
| 3      | Gerai Gerai & Miss Sheep | War in the wardrobe |

## In Malmö
Litouwen trad aan in de eerste halve finale op dinsdag 14 mei 2013. Het haalde de 9de plaats, wat volstond voor een plaats in de finale. Daarin eindigde Litouwen als 22ste.
1994 · 1995-1998 · 1999 · 2000 · 2001 · 2002 · 2003 · 2004 · 2005 · 2006 · 2007 · 2008 · 2009 · 2010 · 2011 · 2012 · 2013 · 2014 · 2015 · 2016 · 2017 · 2018 · 2019 · 2020 · 2021 · 2022 · 2023 · 2024 · 2025
Albanië · Armenië · Azerbeidzjan · België · Bulgarije ·  Cyprus · Denemarken · Duitsland · Estland · Finland · Frankrijk · Georgië · Griekenland · Hongarije · Ierland · IJsland · Israël · Italië ·  Kroatië · Letland · Litouwen · Macedonië · Malta · Moldavië · Montenegro · Nederland · Noorwegen · Oekraïne · Oostenrijk · Roemenië · Rusland · San Marino · Servië · Slovenië · Spanje · Verenigd Koninkrijk · Wit-Rusland · Zweden · Zwitserland